# Isla Szentendre
La isla Szentendre (en húngaro: Szentendrei-sziget antes en alemán: St. Andrä-Insel) es una isla fluvial de Hungría situada en el río Danubio. La isla tiene unos 31 km de largo con una anchura máxima de 3,8 km, y es la segunda más grande en la parte húngara del Danubio.
La isla está situada a unos 30 km al norte de Budapest, está formada por la unión de tierras en el Danubio a pocos kilómetros de la localidad de Visegrad, y continúa a las puertas de la capital húngara.
En la isla hay varias ciudades, entre ellas las más importantes son:
- Kisoroszi
- Tahitófalu
- Pócsmegyer
- Szigetmonostor
- Horány

La isla de Szentendre se encuentra dentro del Parque Nacional Danubio-Ipoly.